# Va où le vent te mène
Albums de Angelo Branduardi
Cogli la prima mela
(1979) Concerto
(1980)
Va où le vent te mène est un album de musique interprété par Angelo Branduardi. Il s'agit de la version française de l'album italien Cogli la prima mela.

## Liste des titres
- Va où le vent te mène
- La Terre et l'Eau
- La Sorcière
- Le Sang et la Chair
- Coquelicot dans la récolte
- Le Seigneur des Baux
- Couleurs de trottoir
- Le Phénix et le Hibou
- L'Enfant clandestin

Paroles : Étienne Roda-Gil / Musique : Angelo Branduardi

## Musiciens
- Angelo Branduardi : violon, guitares, flûte à bec, dulcimer
- Gigi Cappellotto : basse, chitarrone
- Franco di Sabatino : piano, accordéon, claviers
- Maurizio Fabrizio : piano, guitares
- Roberto Puleo : guitare électrique, slide guitar, mandoline
- Andy Surdi : batterie, percussions
- Felix Mizrahi : violon
- Victor Eitan : qanûn
- Sliman Elmoghraby : oud
- Les solistes du Munich Strings Orchestra